# Draft de la NBA de 1982
El Draft de la NBA de 1982 fue el trigésimosexto draft de la National Basketball Association (NBA). El draft se celebró el 29 de junio de 1982 antes del comienzo de la temporada 1982-83. El draft fue retransmitido en los Estados Unidos por USA Network.
En este draft, veintitrés equipos de la NBA seleccionaron a jugadores amateurs del baloncesto universitario y otros jugadores elegibles, incluidos internacionales. Los jugadores que hubiesen terminado el periplo universitario de cuatro años estaban disponibles para ser seleccionados. Antes del draft, trece jugadores que no habían terminado los cuatro años universitarios anunciaron que abandonaban la universidad antes de tiempo para presentarse al draft.
Las dos primeras elecciones del draft correspondieron a los equipos que finalizaron en la última posición en cada división, con el orden determinado por un lanzamiento de moneda. Los Angeles Lakers, que adquirió la elección de primera ronda de Cleveland Cavaliers en un traspaso, ganó el primer puesto del draft, mientras que San Diego Clippers fue premiado con la segunda elección. Los demás equipos seleccionaron en orden inverso al registro de victorias-derrotas en la temporada anterior. El draft consistió de diez rondas y 225 jugadores fueron seleccionados.

## Selecciones y notas del draft
James Worthy, de la Universidad de Carolina del Norte, fue seleccionado en la primera posición del draft por Los Angeles Lakers. Terry Cummings, de la Universidad de DePaul, fue seleccionado en la segunda posición por San Diego Clippers, y ganó el Rookie del Año de la NBA en su primera temporada. Worthy pasó los doce años de su carrera en los Lakers y ganó tres campeonatos de la NBA. Fue incluido en el tercer mejor quinteto de la NBA en dos ocasiones, en siete All Star Game de la NBA y ganó el MVP de las Finales de la NBA en 1988. Dominique Wilkins, de la Universidad de Georgia, fue seleccionado en la tercera posición por Utah Jazz. Antes de comenzar la temporada fue traspasado a Atlanta Hawks, donde pasó la mayor parte de su carrera. Fue incluido en el mejor quinteto de la NBA en una ocasión (además de 4 veces en el segundo mejor quinteto y 2 veces en el tercero) y en nueve All Star Game. Al final de su carrera se marchó a Europa para jugar en el Panathinaikos de Grecia y en el Fortitudo Bologna de Italia, ganando una Copa de Europa en 1996 y una copa con el equipo griego, además de ser nombrado MVP en ambas competiciones. Worthy y Wilkins fueron incluidos en el Basketball Hall of Fame, y Worthy también fue nombrado uno de los 50 mejores jugadores en la historia de la NBA en 1996. Cummings, la undécima elección Lafayette Lever, la decimotercera Eric "Sleepy" Floyd, la decimoctava Ricky Pierce y la septuagésima segunda Mark Eaton son los otros jugadores de este draft que también disputaron al menos un All-Star Game. Cummings y Lever también fueron incluidos en al menos en un mejor quinteto de la temporada. 
Eaton fue prevíamente seleccionado por Phoenix Suns en la 107.ª posición en el Draft de 1979, y pasó sus once años de carrera en los Jazz, donde fue nombrado Mejor Defensor de la NBA en dos ocasiones, formó parte del mejor quinteto defensivo de la NBA en cinco años consecutivos y participó en un All-Star Game. En la novena ronda, Boston Celtics seleccionó al griego Panagiotis Giannakis en la 205.ª posición. Nunca jugó en la NBA y pasó toda su carrera profesional en Grecia, donde ganó siete ligas, siete copas, una Copa de Europa y numerosos premios y logros personales. En 1996 compartió vestuario con Dominique Wilkins en el Panathinaikos.

## Leyenda
|  | Denota jugador miembro del Basketball Hall of Fame                                                 |
|  | Denota jugador que ha sido seleccionado al menos en un All-Star Game y un Mejor Quinteto de la NBA |
|  | Denota jugador que ha sido seleccionado al menos en un All-Star Game                               |
|  | Denota jugador que nunca ha jugado en la NBA                                                       |

## Draft

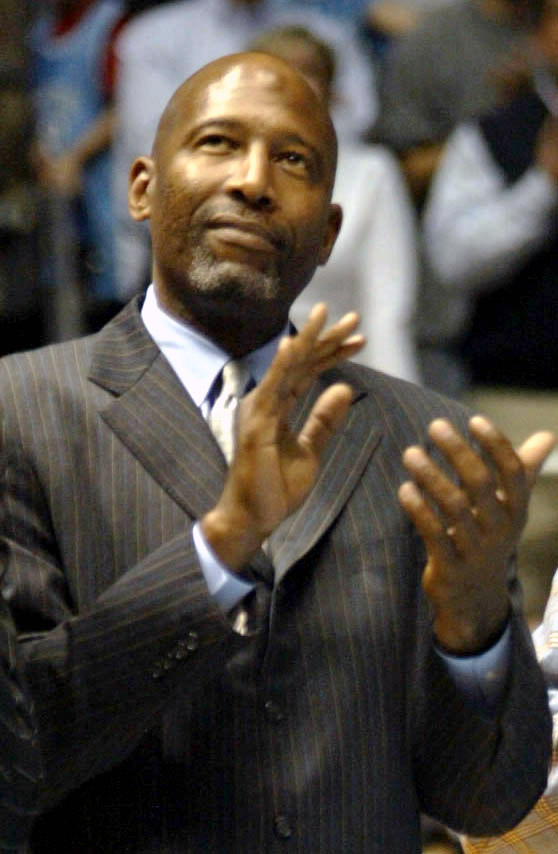
James Worthy, la 1.ª elección.

| Ronda | Pick | Jugador           | Pos. | Nacionalidad   | Equipo                                             | Universidad/equipo              |
| ----- | ---- | ----------------- | ---- | -------------- | -------------------------------------------------- | ------------------------------- |
| 1     | 1    | James Worthy      | SF   | Estados Unidos | Los Angeles Lakers (desde Cleveland)               | North Carolina (Jr.)            |
| 1     | 2    | Terry Cummings    | PF   | Estados Unidos | San Diego Clippers                                 | DePaul (Jr.)                    |
| 1     | 3    | Dominique Wilkins | SF   | Estados Unidos | Utah Jazz                                          | Georgia (Jr.)                   |
| 1     | 4    | Bill Garnett      | SF   | Estados Unidos | Dallas Mavericks                                   | Wyoming (Sr.)                   |
| 1     | 5    | LaSalle Thompson  | C    | Estados Unidos | Kansas City Kings                                  | Texas (Jr.)                     |
| 1     | 6    | Trent Tucker      | SG   | Estados Unidos | New York Knicks                                    | Minnesota (Sr.)                 |
| 1     | 7    | Quintin Dailey    | SG   | Estados Unidos | Chicago Bulls                                      | San Francisco (Jr. )            |
| 1     | 8    | Clark Kellogg     | PF   | Estados Unidos | Indiana Pacers                                     | Ohio State (Jr.)                |
| 1     | 9    | Cliff Levingston  | PF   | Estados Unidos | Detroit Pistons                                    | Wichita State (Jr.)             |
| 1     | 10   | Keith Edmonson    | SG   | Estados Unidos | Atlanta Hawks                                      | Purdue (Sr.)                    |
| 1     | 11   | Lafayette Lever   | PG   | Estados Unidos | Portland Trail Blazers                             | Arizona State (Sr.)             |
| 1     | 12   | John Bagley       | PG   | Estados Unidos | Cleveland Cavaliers (desde Washington vía Detroit) | Boston College (Jr.)            |
| 1     | 13   | Sleepy Floyd      | SG   | Estados Unidos | New Jersey Nets                                    | Georgetown (Sr.)                |
| 1     | 14   | Lester Conner     | PG   | Estados Unidos | Golden State Warriors                              | Oregon State (Sr.)              |
| 1     | 15   | David Thirdkill   | SF   | Estados Unidos | Phoenix Suns (desde Denver)                        | Bradley (Sr.)                   |
| 1     | 16   | Terry Teagle      | SG   | Estados Unidos | Houston Rockets                                    | Baylor (Sr.)                    |
| 1     | 17   | Brook Steppe      | SG   | Estados Unidos | Kansas City Kings (desde Phoenix vía New Jersey)   | Georgia Tech (Sr.)              |
| 1     | 18   | Ricky Pierce      | SG   | Estados Unidos | Detroit Pistons (desde San Antonio vía Portland)   | Rice (Sr.)                      |
| 1     | 19   | Rob Williams      | PG   | Estados Unidos | Denver Nuggets (desde Seattle)                     | Houston (Jr.)                   |
| 1     | 20   | Paul Pressey      | SF   | Estados Unidos | Milwaukee Bucks                                    | Tulsa (Sr.)                     |
| 1     | 21   | Eddie Phillips    | SF   | Estados Unidos | New Jersey Nets (desde Los Angeles)                | Alabama (Sr.)                   |
| 1     | 22   | Mark McNamara     | C    | Estados Unidos | Philadelphia 76ers                                 | California (Sr.)                |
| 1     | 23   | Darren Tillis     | C    | Estados Unidos | Boston Celtics                                     | Cleveland State (Sr.)           |
| 2     | 24   | Oliver Robinson   | SG   | Estados Unidos | San Antonio Spurs                                  | Alabama-Birmingham (Sr.)        |
| 2     | 25   | Bryan Warrick     | SG   | Estados Unidos | Washington Bullets                                 | Saint Joseph's (Sr.)            |
| 2     | 26   | Ricky Frazier     | SF   | Estados Unidos | Chicago Bulls                                      | Missouri (Sr.)                  |
| 2     | 27   | Fred Roberts      | PF   | Estados Unidos | Milwaukee Bucks                                    | Brigham Young (Sr.)             |
| 2     | 28   | David Magley      | PF   | Estados Unidos | Cleveland Cavaliers                                | Kansas (Sr.)                    |
| 2     | 29   | Scott Hastings    | F/C  | Estados Unidos | New York Knicks                                    | Arkansas (Sr.)                  |
| 2     | 30   | Wallace Bryant    | C    | Estados Unidos | Chicago Bulls                                      | San Francisco (Sr.)             |
| 2     | 31   | Rod Higgins       | F/C  | Estados Unidos | Chicago Bulls                                      | Fresno State (Sr.)              |
| 2     | 32   | Richard Anderson  | PF   | Estados Unidos | San Diego Clippers                                 | UC Barbara (Sr.)                |
| 2     | 33   | Linton Townes     | SF   | Estados Unidos | Portland Trail Blazers                             | James Madison (Sr.)             |
| 2     | 34   | Vince Taylor      | SF   | Estados Unidos | New York Knicks                                    | Duke (Sr.)                      |
| 2     | 35   | Derek Smith       | SG   | Estados Unidos | Golden State Warriors                              | Louisville (Sr.)                |
| 2     | 36   | J. J. Anderson    | SF   | Estados Unidos | Philadelphia 76ers                                 | Bradley (Sr.)                   |
| 2     | 37   | Audie Norris      | C    | Estados Unidos | Portland Trail Blazers                             | Jackson State (Sr.)             |
| 2     | 38   | Wayne Sappleton   | F    | Estados Unidos | Golden State Warriors (traspasado a New Jersey)    | Loyola University Chicago (Sr.) |
| 2     | 39   | Kevin Magee       | PF   | Estados Unidos | Phoenix Suns                                       | UC Irvine (Sr.)                 |
| 2     | 40   | Guy Morgan        | G    | Estados Unidos | Indiana Pacers                                     | Wake Forest (Sr.)               |
| 2     | 41   | Dwight Anderson   | G    | Estados Unidos | Washington Bullets                                 | USC (Sr.)                       |
| 2     | 42   | Jeff Taylor       | SG   | Estados Unidos | Houston Rockets                                    | Texas Tech (Sr.)                |
| 2     | 43   | Jose Slaughter    | SG   | Estados Unidos | Indiana Pacers                                     | Portland (Sr.)                  |
| 2     | 44   | Mike Gibson       | F    | Estados Unidos | Washington Bullets                                 | South Carolina Upstate (Sr.)    |
| 2     | 45   | Russ Schoene      | F/C  | Estados Unidos | Philadelphia 76ers                                 | Tennessee at Chattanooga (Sr.)  |
| 2     | 46   | Tony Guy          | G    | Estados Unidos | Boston Celtics                                     | Kansas (Sr.)                    |

## Otras elecciones
La siguiente lista incluye otras elecciones de draft que han aparecido en al menos un partido de la NBA.
| Ronda | Pick | Jugador         | Pos.  | Nacionalidad   | Equipo                | Universidad/equipo     |
| ----- | ---- | --------------- | ----- | -------------- | --------------------- | ---------------------- |
| 3     | 47   | Mike Wilson     | G     | Estados Unidos | Cleveland Cavaliers   | Marquette (Sr.)        |
| 3     | 48   | Craig Hodges    | SG    | Estados Unidos | San Diego Clippers    | Long Beach State (Sr.) |
| 3     | 50   | Corny Thompson  | PF    | Estados Unidos | Dallas Mavericks      | Connecticut (Sr.)      |
| 3     | 51   | Jim Johnstone   | PF/C  | Estados Unidos | Kansas City Kings     | Wake Forest (Sr.)      |
| 3     | 54   | Hutch Jones     | PG    | Estados Unidos | San Diego Clippers    | Vanderbilt (Sr.)       |
| 3     | 55   | Jerry Eaves     | PG    | Estados Unidos | Utah Jazz             | Louisville (Sr.)       |
| 3     | 56   | Joe Kopicki     | PF    | Estados Unidos | Atlanta Hawks         | Detroit (Sr.)          |
| 3     | 60   | Chris Engler    | C     | Estados Unidos | Golden State Warriors | Wyoming (Sr.)          |
| 3     | 63   | Chuck Nevitt    | C     | Estados Unidos | Houston Rockets       | NC State (Sr.)         |
| 3     | 65   | John Greig      | SF    | Estados Unidos | Seattle SuperSonics   | Oregon (Sr.)           |
| 3     | 69   | Perry Moss      | PG    | Estados Unidos | Boston Celtics        | Northeastern (Sr.)     |
| 4     | 72   | Mark Eaton+     | C     | Estados Unidos | Utah Jazz             | UCLA (Sr.)             |
| 4     | 74   | Mike Sanders    | SG    | Estados Unidos | Kansas City Kings     | UCLA (Sr.)             |
| 4     | 76   | Chuck Aleksinas | C     | Estados Unidos | Chicago Bulls         | Connecticut (Sr.)      |
| 4     | 78   | Walker Russell  | SG    | Estados Unidos | Detroit Pistons       | Western Michigan (Sr.) |
| 4     | 82   | Tony Brown      | SF/SG | Estados Unidos | New Jersey Nets       | Arkansas (Sr.)         |
| 4     | 86   | Rory White      | PF    | Estados Unidos | Phoenix Suns          | South Alabama (Sr.)    |
| 6     | 138  | John Schweitz   | SG    | Estados Unidos | Boston Celtics        | Richmond (Sr.)         |
| 7     | 140  | Eddie Hughes    | PG    | Estados Unidos | San Diego Clippers    | Colorado State (Sr.)   |
| 8     | 166  | Ed Nealy        | PF    | Estados Unidos | Kansas City Kings     | Kansas State (Sr.)     |
| 10    | 221  | Dale Wilkinson  | F     | Estados Unidos | Phoenix Suns          | Idaho State (Sr.)      |